# Haunting the Chapel
Haunting the Chapel (укр. Переслідуючи церкву) — мініальбом треш-метал-гурту Slayer, випущений в 1984 році на лейблі Metal Blade.
Хоча на альбомі було представлено всього три пісні і він не увійшов до чартів, критики описують помітну еволюцію звучання в порівнянні з попереднім альбомом (Show No Mercy). Haunting the Chapel став першою демонстрацією «класичного» стилю гурту. Пісні «Captor of Sin» і «Chemical Warfare» стали регулярно виконуватися на концертах гурту. Пісня «Chemical Warfare» також увійшла до списку пісень гри Guitar Hero: Warriors of Rock.

## Кавери
- Блек-метал-гурт Perverseraph записав кавер на пісню «Chemical Warfare» для триб'ют-альбому до Slayer Gateway to Hell, Vol. 2: A Tribute to Slayer[3].
- Треш-метал гурт Equinox зробив кавер на пісню «the Haunting Chapel», випустивши його на тому ж альбомі[3].
- Мелодік дез-метал гурт At the Gates включив кавер на пісню «Captor of Sin», який увійшов в перевиданий варіант альбому Slaughter of the Soul[4].

## Список композицій
| #     | Назва                                                                           | Автор                      | Тривалість |
| ----- | ------------------------------------------------------------------------------- | -------------------------- | ---------- |
| 1.    | «Chemical Warfare»                                                              | Джефф Ганнеман, Керрі Кінг | 6:02       |
| 2.    | «Captor of Sin»                                                                 | Ганнеман, Кінг             | 3:29       |
| 3.    | «Haunting the Chapel»                                                           | Ганнеман, Кінг             | 3:56       |
| 4.    | «Aggressive Perfector» (бонус трек; раніше з'являлася на Metal Massacre Vol. 3) | Ганнеман, Кінг             | 3:28       |
| 16:55 |                                                                                 |                            |            |

## У записі брали участь
- Том Арайа — вокал, бас-гітара
- Джефф Ганнеман — гітара
- Керрі Кінг — гітара
- Дейв Ломбардо — ударні